# 2 yesterday
《2 Yesterday》(2 예스터데이)는 대한민국의 그룹 자유시간의 2집앨범이다.
1집으로, 정용진과 성공적으로 솔로로 전향한 최선원이 탈퇴한 후 이병헌 주연의 KBS 미니시리즈 '폴리스'에서 '널 사랑할 뿐야'를 김태희가 불렀다.
이후 남은 두 사람이 다시 모여 2집을 만들게 된다.

## 곡 목록
1. 너에게 보내는 추억 4:08
2. To Yesterday 4:44
3. 그냥 마냥 4:06
4. 요정의 꿈 4:08
5. 오렌지 블루스 4:23
6. 아름다운 세상 3:55
7. 널 사랑할 뿐야(엄지 Theme) 4:49
8. 애이불비 4:25
9. 코파카바나 4:20
10. 화려한 외출 4:07